# گرده (شهر)
گرده (به ترکی استانبولی: Gerede) شهری است در کشور ترکیه که در استان بولی واقع شده‌است. جمعیت این شهر بر اساس سرشماری سال ۲۰۰۸ میلادی ۲۲٬۶۳۳ نفر و بر اساس برآوردهای سال ۲۰۰۹ میلادی ۲۱٬۹۵۶ نفر می‌باشد.